# Associazione Calcio Trento 1990-1991
Questa voce raccoglie le informazioni riguardanti l'Associazione Calcio Trento nelle competizioni ufficiali della stagione 1990-1991.

## Rosa
| N. |                   | Ruolo | Calciatore               |
| -- | ----------------- | ----- | ------------------------ |
|    | Italia (bandiera) | A     | Gabriele Albasini        |
|    | Italia (bandiera) | A     | Davide Belletti          |
|    | Italia (bandiera) | D     | Giovanni Bia             |
|    | Italia (bandiera) | C     | Carlo Andrea Bocchialini |
|    | Italia (bandiera) | C     | Gabriele Bongiorni       |
|    | Italia (bandiera) |       | Conte                    |
|    | Italia (bandiera) |       | Costa                    |
|    | Italia (bandiera) | P     | Stefano Dadina           |
|    | Italia (bandiera) | D     | Emilio Da Re             |
|    | Italia (bandiera) | A     | Antonino Di Natale       |
|    | Italia (bandiera) | C     | Ciro Donnarumma          |
|    | Italia (bandiera) | C     | Gianni Lecci             |

| N. |                   | Ruolo | Calciatore        |
| -- | ----------------- | ----- | ----------------- |
|    | Italia (bandiera) | D     | Carlo Marchetto   |
|    | Italia (bandiera) | C     | Vincenzo Mazzeo   |
|    | Italia (bandiera) |       | Moschetti         |
|    | Italia (bandiera) |       | Nannincini        |
|    | Italia (bandiera) | D     | Raul Ragnacci     |
|    | Italia (bandiera) | A     | Fabio Romano      |
|    | Italia (bandiera) | D     | Attilio Tesser    |
|    | Italia (bandiera) | C     | Carlo Troscè      |
|    | Italia (bandiera) | D     | Stefano Valenti   |
|    | Italia (bandiera) | C     | Giuseppe Vitillo  |
|    | Italia (bandiera) | D     | Roberto Vivarelli |
|    | Italia (bandiera) | P     | Adriano Zancopè   |

## Risultati

### Campionato

#### Girone di andata
| 16 settembre 1990 1ª giornata | Como | 2 – 0 | Trento |  |

| 23 settembre 1990 2ª giornata | Trento | 2 – 2 | Chievo |  |

| 30 settembre 1990 3ª giornata | Trento | 0 – 1 | Empoli |  |

| 7 ottobre 1990 4ª giornata | Spezia | 3 – 1 | Trento |  |

| 14 ottobre 1990 5ª giornata | Trento | 1 – 1 | Pro Sesto |  |

| 21 ottobre 1990 6ª giornata | Varese | 0 – 1 | Trento |  |

| 4 novembre 1990 7ª giornata | Trento | 0 – 0 | Pavia |  |

| 11 novembre 1990 8ª giornata | Mantova | 1 – 1 | Trento |  |

| 18 novembre 1990 9ª giornata | Trento | 2 – 2 | Venezia |  |

| 25 novembre 1990 10ª giornata | Carrarese | 1 – 0 | Trento |  |

| 2 dicembre 1990 11ª giornata | Carpi | 1 – 1 | Trento |  |

| 9 dicembre 1990 12ª giornata | Trento | 2 – 0 | Baracca Lugo |  |

| 16 dicembre 1990 13ª giornata | Piacenza | 2 – 0 | Trento |  |

| 30 dicembre 1990 14ª giornata | Trento | 1 – 1 | Casale |  |

| 6 gennaio 1991 15ª giornata | Vicenza | 2 – 0 | Trento |  |

| 13 gennaio 1991 16ª giornata | Trento | 0 – 1 | Fano |  |

| 20 gennaio 1991 17ª giornata | Monza | 1 – 1 | Trento |  |

#### Girone di ritorno
| 3 febbraio 1991 18ª giornata | Trento | 0 – 0 | Como |  |

| 10 febbraio 1991 19ª giornata | Chievo | 0 – 0 | Trento |  |

| 17 febbraio 1991 20ª giornata | Empoli | 1 – 1 | Trento |  |

| 24 febbraio 1991 21ª giornata | Trento | 2 – 0 | Spezia |  |

| 3 marzo 1991 22ª giornata | Pro Sesto | 1 – 1 | Trento |  |

| 17 marzo 1991 23ª giornata | Trento | 1 – 2 | Varese |  |

| 24 marzo 1991 24ª giornata | Pavia | 0 – 0 | Trento |  |

| 30 marzo 1991 25ª giornata | Trento | 1 – 0 | Mantova |  |

| 7 aprile 1991 26ª giornata | Venezia | 3 – 2 | Trento |  |

| 14 aprile 1991 27ª giornata | Trento | 0 – 0 | Carrarese |  |

| 28 aprile 1991 28ª giornata | Trento | 1 – 1 | Carpi |  |

| 5 maggio 1991 29ª giornata | Baracca Lugo | 4 – 1 | Trento |  |

| 12 maggio 1991 30ª giornata | Trento | 0 – 2 | Piacenza |  |

| 19 maggio 1991 31ª giornata | Casale | 2 – 2 | Trento |  |

| 26 maggio 1991 32ª giornata | Trento | 1 – 2 | Vicenza |  |

| 2 giugno 1991 33ª giornata | Fano | 2 – 2 | Trento |  |

| 9 giugno 1991 34ª giornata | Trento | 1 – 1 | Monza |  |